# Dassault Falcon 20
Die Dassault Falcon 20 (außerhalb der USA als Dassault Mystère 20 bezeichnet) ist ein zweistrahliges Geschäftsreiseflugzeug des französischen Herstellers Dassault, das weltweite Verbreitung gefunden hat.
Es handelt sich um einen Tiefdecker mit einem kreisförmigen Rumpfquerschnitt mit Druckkabine und seitlich am Heck angebrachten Triebwerken. Das Tragwerk wurde von dem des Kampfflugzeuges Dassault Mystère IV abgeleitet. Das Flugzeug hat ein einziehbares Bugradfahrwerk sowie ein stark gepfeiltes Seitenleitwerk mit hoch angesetztem Höhenleitwerk.

## Entwicklung
Die ersten Untersuchungen zu diesem Flugzeug begannen in den 1950er-Jahren, als Sud Aviation (später Aérospatiale) und Dassault gemeinsam ein neues Geschäftsreiseflugzeug entwickeln wollten. Im Januar 1962 begannen Paul Déplante, Paul Chassagne und René Lemaire mit der Konstruktion. Den Erstflug des Prototyps (Kennzeichen F-WLKB) führte der Testpilot René Bigand am 4. Mai 1963 durch. Der Prototyp hatte zunächst noch zwei Pratt & Whitney JT12A8-Triebwerke mit einem Schub von je 14,7 kN, während für die Serie das General Electric CF700 vorgesehen war. Nach der Umrüstung auch des Prototyps auf diese Triebwerke fand der Erstflug damit am 10. Juli 1964 statt. Das erste Serienflugzeug (F-WMSH) kam am 1. Januar 1965 erstmals in die Luft. Der Rumpf dafür war bei Aérospatiale gebaut worden, während die Tragflächen Dassault geliefert hatte.
Die Musterzulassung in Frankreich und den USA wurde am 9. Juni 1965 erteilt. Am Tag darauf errang Jacqueline Auriol einen Geschwindigkeitsrekord in der Klasse C1g mit 859,51 km/h im geschlossenen Kurs. Am 15. Juni konnte sie in derselben Klasse mit 819,13 km/h einen Rekord über 2000 km aufstellen, ebenfalls im geschlossenen Kurs.
Die am längsten in Dienst befindliche Falcon 20 erreichte 2011 35.500 Flugstunden.

## Basisversion
Bereits am 2. August 1963 bestellte die neu gegründete Business-Jets-Abteilung von Pan Am 40 Maschinen des Typs Falcon 20 und belegte darüber hinaus 120 Optionen. Das Flugzeug wurde von Charles Lindbergh, der das neue Modell begutachten sollte, für tauglich erachtet. Diese Maschinen wurden als Fan Jet Falcon vermarktet. Insgesamt wurden von Pan Am 54 Maschinen beschafft. Bis zum Frühjahr 1967 wurde der Großteil dieser ersten Serie ausgeliefert, alle ausgerüstet mit CF700-2C-Triebwerken. Die Fertigungsrate betrug dabei bis zu sieben Maschinen pro Monat. Air France bestellte fünf Flugzeuge, die zur Pilotenschulung verwendet wurden. Die Produktion wurde bis 1971 mit einer Stückzahl von zwei Maschinen pro Monat fortgesetzt und endete dann.

### Modell C
Die Falcon C hatten weiterhin CF700-2C-Triebwerke. Die Treibstoffkapazität wurde jedoch vergrößert und es bestand die Möglichkeit, eine APU Microturbo Saphir I zu installieren. Die RAAF bestellte drei Maschinen dieses Typs, die 1967 geliefert wurden. Die Canadian Armed Forces bestellten ebenfalls zunächst sieben Stück und nutzten sie ab Mai 1970 unter der Bezeichnung CC-117. 1972 kam eine achte Maschine gebraucht hinzu.

### Modell CC
Von der Falcon CC (für Cross-Country) wurde nur eine Maschine für die Business Jets Pty Ltd in Australien gebaut. Es handelt sich um die 73. Serienmaschine. Sie war speziell für die Verwendung auf unbefestigten Pisten ausgelegt und besaß ein Fahrwerk mit Niederdruckbereifung. Der Erstflug erfolgte am 26. April 1967.

### Modell D

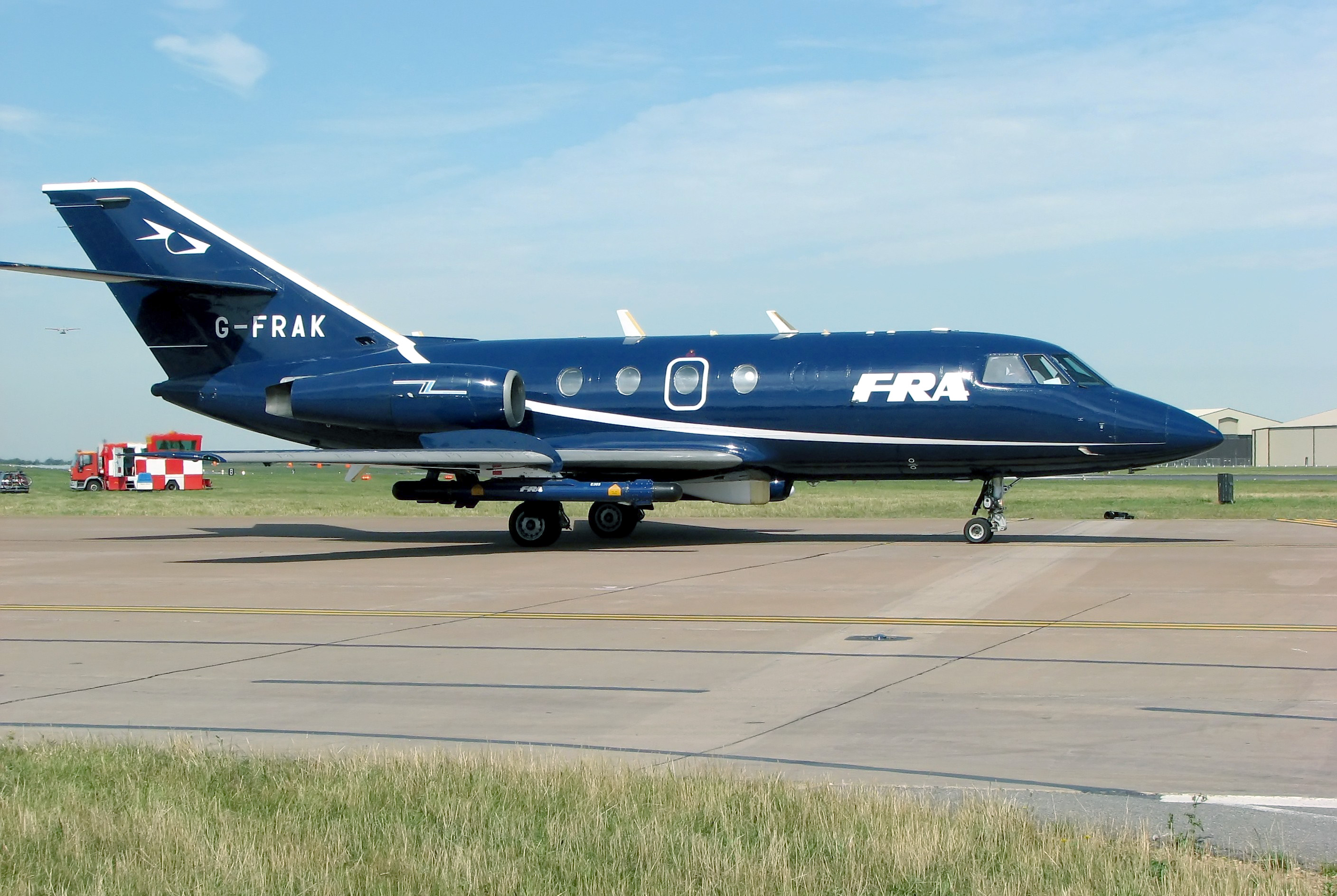
Eine Falcon D für die Aufklärungsschulung

Die Falcon D von 1968 besaß gegenüber dem Ausgangsmuster leistungsstärkere Triebwerke CF700-D2 und hatte eine Tankkapazität von 5090 Litern. Das Abfluggewicht wurde um 400 kg erhöht. Die Auslieferung der Falcon D begann Mitte 1968 mit der 172. Maschine. Insgesamt wurden 56 Stück dieser Variante gefertigt.

### Modell E
Die Falcon E war ein Interimstyp, der stärkere Triebwerke der Variante CF700-2D2 erhielt. Gegenüber dem Modell D wurden sowohl die Elektronik als auch die Ausrüstung verbessert. Die Tankkapazität betrug 5090 Liter. Optional war eine APU Microturbo Saphir II erhältlich. 60 Maschinen dieser Variante wurden gefertigt.

### Modell F

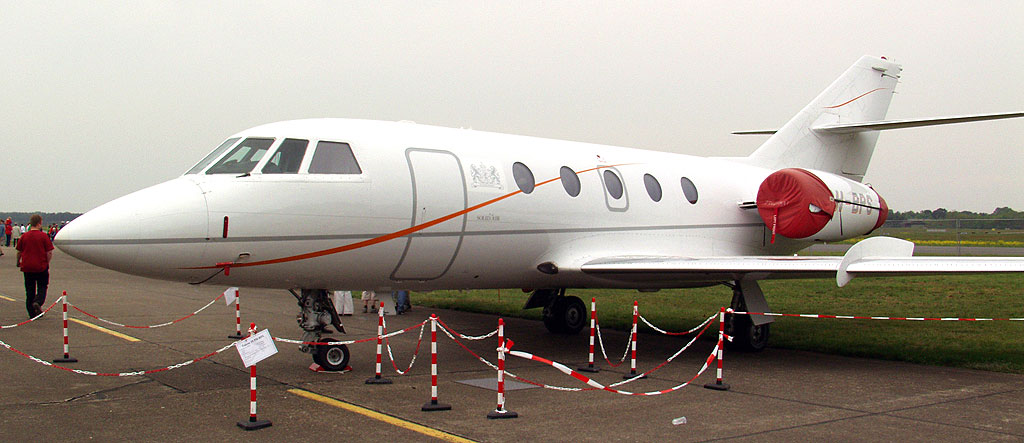
Dassault Falcon 20F

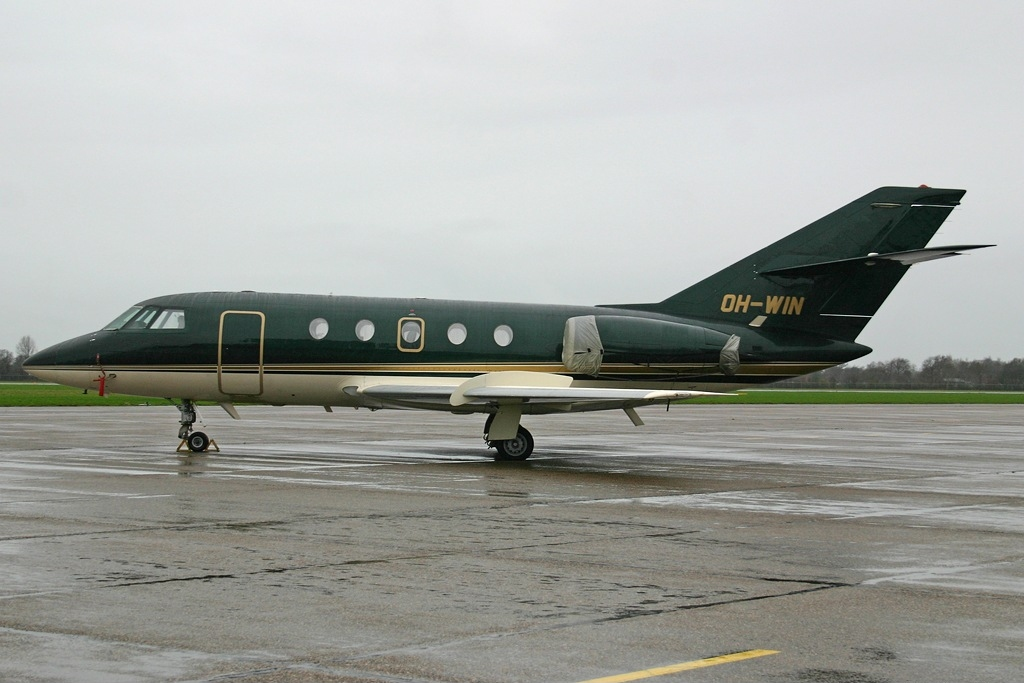
Dassault Falcon 20F, Seitenansicht

Das Modell F wurde auf dem Pariser Luftfahrtsalon 1969 vorgestellt. Die Triebwerke entsprachen denen des Modells E. Wesentliche Änderungen waren eine nochmals vergrößerte Tankkapazität und neue Hochauftriebshilfen, welche die Start- und Landeleistungen deutlich verbesserten. Sie bestanden aus Krügerklappen an den inneren Tragflächen, die bis zum Grenzschichtzaun reichten, und aus Vorflügeln an den Tragflächenaußenteilen. Die Landeklappen wurden nur geringfügig modifiziert.
Es wurde zunächst eine Serie von 25 Maschinen aufgelegt, die ab Juli 1970 ausgeliefert wurde. Die Serienflugzeuge besaßen gegenüber dem in Paris gezeigten Prototyp eine nochmals leicht erhöhte Reichweite, eine geänderte Elektronik und eine verbesserte Ausrüstung. Die Falcon 20 F war das erste Flugzeug, das 1970 die neuen Forderungen zur Vermeidung von Fluglärm erfüllte und von der FAA nach FAR 36 zugelassen wurde. Insgesamt wurden 140 Maschinen dieser Ausführung gefertigt.

#### Technische Beschreibung (Modell F)

##### Die Tragflächen
Die freitragenden Tragflächen weisen eine Dicke zwischen 10,5 und 8 % bei einer V-Stellung von 2° und einem Einstellwinkel von 1°30’ auf. Die Pfeilung beträgt 30°. Die Tragflächen stellen eine verwindungssteife Konstruktion mit gefräster tragender Oberfläche dar. Die Auslegung beruht auf dem Failsafe-Prinzip. Die Querruder werden durch ein doppeltes Hydrauliksystem betätigt. Die Betätigungskräfte für den Piloten werden künstlich erzeugt. Vor den zweiteiligen Landeklappen befindet sich eine ebenfalls hydraulisch betätigte Luftbremse. Die Enteisung der Tragflügelnase erfolgt durch Triebwerksabzapfluft. Etwa in der Hälfte der Spannweite befindet sich ein Grenzschichtzaun, der fast über die ganze Profillänge reicht.

##### Rumpf
Ausgeführt in Ganzmetall, halbselbsttragend, runder Querschnitt mit gekreuzten Längs- und Querspanten. Der Rumpf ist als Druckkabine ausgeführt. Auf der linken Seite befindet sich die Tür. Notausstiege sind rechts und links im Bereich der Tragflächen vorhanden. Im hinteren Bereich ist eine Toilette eingebaut.

##### Leitwerk
Das Leitwerk ist selbsttragend, mit dem Höhenleitwerk etwa in halber Höhe des Seitenleitwerks. Der Einstellwinkel kann zur Trimmung elektrisch verändert werden. Seiten- und Höhenruder werden durch das verdoppelte Hydrauliksystem betätigt.

##### Fahrwerk
Die Federbeine sowohl des Bugfahrwerks als auch der beiden Hauptfahrwerke tragen je zwei Räder und werden hydraulisch ein- und ausgefahren. Das lenkbare Bugrad wird nach vorne eingezogen, das Hauptfahrwerk nach innen. Alle Räder sind mit Scheibenbremsen und einem Antiblockiersystem ausgerüstet. Hersteller ist das spanische Zweigwerk der Firma Messier. Zusätzlich ist ein Bremsschirm an Bord.

##### Ausrüstung
Es sind zwei unabhängige Hydrauliksysteme mit einem Druck von 207 bar für die Betätigung der Steuerflächen, Auftriebshilfen, Rad- und Luftbremsen, des Fahrwerks und zur Bugradsteuerung vorhanden. Jedes Triebwerk verfügt über eine Hydraulikpumpe, zusätzlich verfügt die Falcon über eine elektrische Pumpe für den Notfall. Die Druckkabine wird durch Zapfluft der Triebwerke versorgt, der Kabineninnendruck beträgt 0,57 bar. Die Klimaanlage ist doppelt vorhanden. Bei Druckabfall tritt ein Notfallsauerstoffsystem in Aktion. Das elektrische System mit 28 V Gleichstrom wird von zwei an den Triebwerken montierten Generatoren mit je 9 kW Leistung versorgt, die gleichzeitig auch als Starter dienen. Dazu gehören zwei Batterien mit 400 Ah. Für die Versorgung der Drehstromverbraucher sind ein Wechselrichter mit 1,5 kVA und zwei weitere mit je 0,4 kVA vorhanden, die 118/208 V Spannung bei 400 Hz abgeben. Eine APU mit 9 kW Leistung kann zusätzlich eingebaut werden.

##### Avionik
Als Standardausrüstung hat die Falcon zwei VHF/VOR-Anlagen und einen ADF. Neben der Blindflugsinstrumentierung sind DME, ATC-Transponder und ein Empfänger für das Markierungsfunkfeuer eingebaut. Auf Wunsch können ein Autopilot, ein Wetterradar und weitere Ausrüstungen geliefert werden.

### Modell ST
Die Dassault Falcon ST war eine Schulausführung für das Systemtraining der Dassault Mirage IIIE. 1970 beschaffte die französische Luftwaffe zunächst zwei Maschinen. Sie waren mit dem Radar- und Navigationssystem der Mirage ausgerüstet und hatten auch einen Nasenkonus wie diese. Später erhielt auch Libyen Maschinen gleicher Ausführung.

### Modell G (HU-25A)

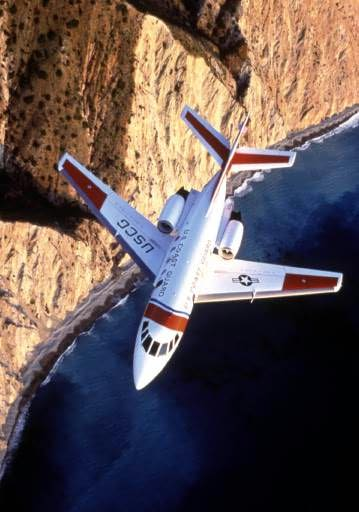
Dassault HU-25

Die Falcon 20 G wurde 1976 vorgestellt. Den wesentlichen Unterschied bildeten die Triebwerke vom Typ Garrett ATF3-6-2C mit einem Schub von je 24,2 kN. Zur Verkürzung der Landestrecke war eine Schubumkehrvorrichtung eingebaut. Die Reichweite wurde mit 4170 km angegeben. Die US Coast Guard beschaffte den Typ als HU-25A Guardian. Der Erstflug eines Flugzeugs dieser Variante erfolgte am 28. November 1977, mit dem Erprobungskennzeichen F-WATF als die 362. hergestellte Falcon. Insgesamt wurden von dem US-Vertragspartner Falcon Jet Corp in Teterboro 41 Maschinen beschafft, bei denen 56 % der Teile aus den USA stammten. Als spezifische Ausrüstung wurden eine Absprungklappe und zwei Suchfenster installiert. Zusätzlich wurden unterhalb des Rumpfes und der Tragflächen je vier Außenlaststationen angebracht. Pro Monat wurde eine Maschine fertiggestellt, wobei das letzte Flugzeug dieser Serie im Dezember 1983 das Werk verließ. Für zivile Zwecke wurde diese Version nicht verwendet.

#### HU-25B
Eine Anzahl von HU-25A wurden durch Einbau eines Motorola APS-131 Side-Looking-Airborne-Radars (SLAR), eines Texas Instruments RS-18C und einer Fernsehkamera zur Erfassung eines laserbeleuchteten Zieles ausgerüstet, um Umweltverschmutzungen zu erkennen und zu dokumentieren sowie die Verursacher zu identifizieren. Diese Variante erhielt die Bezeichnung HU-25B.

#### HU-25C
Mit der HU-25C sollten mit Schiffen oder Flugzeugen operierende Schmuggler aufgespürt werden. Dazu wurde ein Westinghouse APG-66-Radar und ein Texas Instruments WF-360-FLIR installiert. Um den Funkverkehr besser überwachen zu können, waren Funkanlagen für alle Frequenzbänder eingebaut. Insgesamt wurden acht Maschinen auf den Stand der HU-25C umgerüstet.

### Falcon 200
Auf der Pariser Luftfahrtschau 1979 wurde eine zivile Variante mit Garrett-ATF3-6A-4C-Turbofans vorgestellt, welche die Bezeichnung Dassault Falcon 200 erhielt. Ursprünglich sollte die Bezeichnung Falcon 20H lauten.
Um die Entwicklung zu beschleunigen, wurde eine Falcon 20F mit zusätzlichen Rumpftanks unter Beibehaltung der CF700-Triebwerke ausgerüstet und flog so erstmals am 24. April 1979 mit dem Kennzeichen F-WZAH.
Der Erstflug mit den neuen Triebwerken und der vergrößerten Tankkapazität fand am 30. April 1980 statt. Neben dem Einbau der anderen Triebwerke wurden auch der Rumpf-Tragflächen-Übergang sowie einige Ausrüstungsdetails geändert. Diese Ausführung erhielt die Musterzulassung im Juni 1981 und blieb bis 1988 in Produktion, während der Bau der Falcon 20 1983 eingestellt wurde.

### Falcon Guardian
Auf Basis der Falcon 200 und der HU-25A entwickelte Dassault eine Seeaufklärervariante für die französische Marine. Es wurden zunächst fünf Maschinen bestellt, um die Lockheed P-2H Neptune im Pazifik zu ersetzen.
Gegenüber der zivilen Variante war die Avionik wesentlich erweitert worden. Wegen der langen Strecken über See wurden insbesondere die Navigationseinrichtungen durch den Einbau etwa eines OMEGA-Empfängers verbessert. Als Radar kam ein Varan-System zum Einsatz, das auf dem Iguane-Radar der Breguet Atlantic beruhte. Für die Außenlasten waren vier Unterflügelstationen montiert. Im Bereich des Mittelganges wurde eine Abwurfklappe eingebaut.
Die Besatzung bestand aus bis zu zehn Personen: Zwei Piloten, ein Navigator, ein Radarbeobachter und zwei Beobachter an den Beobachtungsfenstern, deren Sitzplätze um 360° gedreht werden konnten. Dazu kamen noch quer zur Flugrichtung angeordnete Plätze für vier Passagiere. Die Maschinen können auch zu Sanitäts-, Passagier- oder VIP-Flugzeugen umgerüstet werden. Die Ausführung Guardian 2 besaß zusätzlich die Möglichkeit, Exocet-Raketen abzufeuern. Die OMEGA-Navigation wurde inzwischen durch ein GPS-Gerät ersetzt.

### Cargo
Unter der Regie von Pan Am Business Jets baute Rock Airmotive eine spezielle Frachtversion, die am 28. März 1972 ihren Erstflug unternahm. Federal Express bestellte zunächst drei Maschinen und erweiterte seine Flotte bis 1980 auf 32 Stück, wobei Falcon D verwendet wurden. Die Frachtflugzeuge bekamen die Typenbezeichnung Falcon 20DC. Grundsätzlich kann jede Falcon 20 so umgebaut werden.
Die Hauptänderung war der Ersatz der Eingangstür durch eine hydraulisch betätigte Frachttür von 1,88 m Breite und 1,44 m Höhe, die nach oben öffnet. Der Kabinenboden wurde komplett durch eine Sandwich-Wabenkern-Struktur ersetzt, die vollkommen eben ist und 7,01 m in der Länge und 1,62 m in der Breite misst, was ein nutzbares Kabinenvolumen von etwa 15 m³ ergibt. Auf Wunsch konnten Bodenrollen eingebaut werden. Belastbar war der Boden mit bis zu 488 kg/m². Zur Ladungssicherung waren zahlreiche Ösen vorhanden. Weiteres Merkmal war ein automatisches Wiegesystem, das von Honeywell geliefert wurde. Damit konnte die Einhaltung der zulässigen Schwerpunkts- und Gewichtsgrenzen geprüft werden. Die Avionik wurde unter anderem durch einen Flight Director und einen Autopiloten von Collins ergänzt.

## Nicht ausgeführte Versionen
1971 wurde bekannt, dass eine gestreckte Version Falcon 20 T für die Verwendung als Zubringerflugzeug geplant war. Über den Bau einer Attrappe kam das Projekt allerdings nicht hinaus. Bei etwas vergrößerter Spannweite und Länge hätten in einer im Durchmesser vergrößerten Kabine 26 Passagiere untergebracht werden sollen.

## Nach dem Ende der Fertigung
Allied Signal bot mit der Einführung des Garrett TFE731 die Umrüstung älterer Falcon 20 auf die moderneren Triebwerke an. Innerhalb dieses Programms wurden mehr als 100 Maschinen mit den 21,1 kN Schub erzeugenden TFE731-5AR oder TFE731-5BR ausgerüstet. Das Angebot lief mit dem Verkauf der letzten Umrüstsätze Anfang 2005 aus.

## Kunden
Die überwiegende Zahl von Falcon 20/200 ging an private Betreiber, die das Flugzeug zum Teil auch heute noch einsetzen. Das Deutsche Zentrum für Luft- und Raumfahrt betreibt am Standort Oberpfaffenhofen eine Dassault Falcon 20 E als Versuchs- und Messflugzeug.
Darüber hinaus standen Flugzeuge des Musters in folgenden Ländern in staatlichen oder militärischen Diensten (mit Stand Oktober 2000):
| Land       | Falcon 20C | Falcon 20D | Falcon 20E | Falcon 20F | Falcon HU-25 |
| ---------- | ---------- | ---------- | ---------- | ---------- | ------------ |
| Liberia    | –          | –          | 1          | –          | –            |
| Libyen     | 1          | –          | –          | –          | –            |
| Marokko    | –          | 2          | –          | –          | –            |
| Sudan      | –          | –          | –          | 1          | –            |
| Indonesien | –          | –          | –          | 1          | –            |
| Pakistan   | –          | –          | 1          | –          | –            |
| Belgien    | –          | –          | 2          | –          | –            |
| Frankreich | 9          | –          | 5          | 4          | –            |
| Norwegen   | 2          | –          | –          | –          | –            |
| Portugal   | –          | 1          | –          | –          | –            |
| Spanien    | –          | –          | 1          | 1          | –            |
| Peru       | –          | –          | –          | 1          | –            |
| Venezuela  | 1          | 2          | –          | 1          | –            |
| Ägypten    | 1          | 1          | 2          | –          | –            |
| Iran       | 2          | 2          | 6          | 4          | –            |
| Syrien     | 2          | 2          | 2          | –          | –            |
| USA        | –          | –          | –          | –          | 41           |

Außerdem hatten Algerien, Australien, Kanada, die Zentralafrikanische Republik, Chile, Dschibuti, Guinea, die Elfenbeinküste, Jordanien, der Libanon, Oman und Südafrika Maschinen dieses Typs zeitweise im Einsatz.

## Zwischenfälle
Insgesamt gingen bis Januar 2006 35 Maschinen durch Unfälle verloren, wobei 60 Menschen ihr Leben verloren.
- Am 9. Januar 2006 stürzte eine Dassault Falcon 20E der Luftstreitkräfte der Iranischen Revolutionsgarde (15-2233) bei einer fehlgeschlagenen Notlandung auf einem Feld nahe dem Flughafen Urmia ab, nachdem die Triebwerke im Flug vereist waren. Zuvor hatte die Maschine mehrmals den Flughafen umkreist, da ein Fahrwerksproblem vermutet wurde und die Fluglotsen dessen Zustand vom Boden begutachten sollten. Bei dem Zwischenfall wurde der Oberbefehlshaber der Luftstreitkräfte der Iranischen Revolutionsgarden getötet (siehe auch Flugunfall einer Dassault Falcon der Iranischen Revolutionsgarde).
- Am 3. März 2014 wurde eine auf einem Kalibrierflug im Auftrag der iranischen Luftfahrtbehörde befindliche Dassault Falcon 20E (EP-FIC) der Iran Aseman Airlines vor dem Flughafen Kisch ins Wasser geflogen, nachdem die Piloten einer optischen Sinnestäuschung erlegen waren. Bei dem Unfall kam die gesamte vierköpfige Besatzung der Maschine ums Leben (siehe auch Flugunfall einer Dassault Falcon der Iran Aseman Airlines).

## Technische Daten
| Kenndaten               | Falcon 20F                                                         | Falcon 200                                                  |
| ----------------------- | ------------------------------------------------------------------ | ----------------------------------------------------------- |
| Besatzung               | 2                                                                  | 2                                                           |
| Passagiere              | bis zu 14, typisch 10                                              | bis zu 14, typisch 10                                       |
| Spannweite              | 16,32 m                                                            | 16,32 m                                                     |
| Länge                   | 17,15 m                                                            | 17,15 m                                                     |
| Höhe                    | 5,32 m                                                             | 5,32 m                                                      |
| Flügelfläche            | 41 m²                                                              | 41 m²                                                       |
| Flügelstreckung         | 6,4                                                                | 6,4                                                         |
| Spurweite               | 3,69 m                                                             | 3,69 m                                                      |
| Radstand                | 5,74 m                                                             | 5,74 m                                                      |
| Leermasse               | 7530 kg                                                            | 8250 kg                                                     |
| max. Startmasse         | 13.000 kg                                                          | 14.515 kg                                                   |
| Triebwerk               | 2 General-Electric CF700-2D2-Turbojettriebwerke mit je 20 kN Schub | 2 Garrett-ATF3-6A4C-Turbofantriebwerke mit je 23,1 kN Schub |
| Höchstgeschwindigkeit   | 863 km/h                                                           | 870 km/h                                                    |
| Reisegeschwindigkeit    | 780 km/h                                                           | 780 km/h                                                    |
| Überziehgeschwindigkeit | 152 km/h                                                           | 152 km/h                                                    |
| Reichweite              | 3300 km                                                            | 4650 km                                                     |
| Startstrecke auf 15 m   | 915 m                                                              | 915 m                                                       |
| Landestrecke aus 15 m   | 985 m                                                              | 985 m                                                       |
| Dienstgipfelhöhe        | 12.800 m (ca. 41.990 ft)                                           | 13.715 m (ca. 45.000 ft)                                    |